# Especialitat farmacèutica
Especialitat farmacèutica és el nom que antigament rebia a l'Estat espanyol, en virtut de la llei del medicament del 1990, el medicament de composició i informació definides, de forma farmacèutica i dosificació determinades, preparat per a l'ús medicinal immediat, disposat i condicionat per a la dispensació al públic, amb denominació, embolcall, envàs i etiquetat uniformes, i al qual l'autoritat farmacèutica atorgava autorització sanitària i inscrivia en el Registre d'Especialitats Farmacèutiques. Actualment, aquesta denominació pràcticament s'ha substituït, en aplicació de la llei 29/2006, de garanties de l'ús racional del medicament i de productes sanitaris (LGRUM), pel terme medicament i només s'usa per a la denominació dels medicaments genèrics.
L'especialitat farmacèutica genèrica (EFG), també coneguda com a medicament genèric, és una especialitat amb la mateixa forma farmacèutica i amb igual composició qualitativa i quantitativa pel que fa a substàncies medicinals que una altra especialitat de referència (bioequivalència), el perfil d'eficàcia i la seguretat de la qual estiguin prou establerts pel continuat ús clínic.
Cada número de registre es referirà únicament a una composició, una forma farmacèutica, una dosi per unitat d'administració i una presentació per a la venda.
Per obtenir autorització sanitària, una especialitat farmacèutica haurà de satisfer les següents premisses: 
- Ser segura, és a dir, que en condicions normals d'utilització no produeixi efectes tòxics o indesitjables desproporcionats en relació amb el benefici que procuri, per a la qual cosa seran objecte d'estudis toxicològics.

- Ser eficaç en les indicacions terapèutiques per a les quals s'ofereix. L'eficàcia dels medicaments per a cadascuna de les seves indicacions terapèutiques s'haurà d'establir mitjançant assajos clínics previs controlats per persones prou qualificades.

- Assolir els requisits de qualitat i puresa que s'estableixin i ser estable (condicions de conservació).